# Kandydaci na szaleńców
Kandydaci na szaleńców – trzeci album studyjny polskiego rapera i producenta muzycznego Mesa. Płyta ukazała się 16 kwietnia 2011 roku nakładem wytwórni muzycznej Alkopoligamia.com.
Płyta zadebiutowała na 2. miejscu listy OLiS w Polsce i uzyskała certyfikat złotej.

## Lista utworów
Opracowano na podstawie materiału źródłowego.
| CD1 1. "Otwarcie" – 4:38[A] 2. "Zalew" – 3:40 3. "Szukam.." – 4:18 4. "L.O.V.E." – 4:40 5. "Kandydaci na szaleńców" - 4:05[B] 6. "Mierzymy się wzrokiem" – 3:17 7. "Naucz mnie czegoś" – 4:48 8. "Nic wbrew sobie" – 4:02 9. "Żywioły" – 3:02 10. "Zanim znajdziemy" – 4:00 11. "Druga strona" – 4:23 12. "Mój świat" – 4:42 13. "Tribute To Hank 2 (Skit)" – 2:23 14. "W deszczu i w upale" – 4:22 15. "Zamknięcie" – 5:14 16. "Zegar tyka" – 2:35 |  | CD2 1. "Studio, scena, łóżko" – 3:19 2. "Z tym, co w sobie mam" – 4:53[C] 3. "Głód zwycięstwa" – 4:35 4. "Biała laska w kusej sukni z folii" – 4:34 5. "Tam, gdzie chcę" – 4:03 6. "Happy Home" – 2:52 7. "Mój świat (The Soulists Remix)" – 4:51 Notatki - A^ Z wykorzystaniem sampli pochodzących z piosenki "Face of Stone" w wykonaniu Rogera Chapmana. - B^ Z wykorzystaniem sampli pochodzących z piosenki "Put It On" w wykonaniu Big L. - C^ Z wykorzystaniem sampli pochodzących z piosenki "In a Strange Strange Land" w wykonaniu Bobby Boyd Congress. |

## Twórcy
Opracowano na podstawie materiału źródłowego.

- Piotr "Ten Typ Mes" Szmidt – produkcja (CD 1: 7, 11, 13, CD 2: 4), muzyka (CD 1: 13, CD 2: 4),
scratche (CD 2: 4), wokal (CD 1: 1, 4, 7, 8, 10, 12, 14-16, CD 2: 1, 2, 6, 7), rap, słowa, producent wykonawczy
- Tomasz "Bob Air" Musiel – produkcja, muzyka (CD 1: 1; CD 2: 2, 6)
- Wojciech "Sodrumatic" Rusinek – miksowanie, produkcja, muzyka (CD 1: 2, 4, 8, 15)
- Grzegorz "DJ Twister" Czerkasow – scratche (CD 1: 3)
- Grzegorz "Mój Człowiek Głośny" Kubicki – instrumenty klawiszowe (CD 2: 3)
- Łukasz "Kixnare" Maszczyński – produkcja, muzyka (CD 1: 5, 14)
- Artur "Theodor" Lewandowski – rap (CD 1: 5)
- Małgorzata "Wdowa" Jaworska – rap (CD 1: 8), wokal (CD 1: 9)
- Karol "Pjus" Nowakowski – rap (CD 1: 11)
- Łukasz Stasiak – wokal (CD 1: 9), rap (CD 2: 3)
- Łukasz "Qciek" Kuczyński – programowanie perkusji, instrumenty klawiszowe,
produkcja, muzyka (CD 1: 7), scratche, produkcja, muzyka (CD 2: 3)
- Witold "Donatan" Czamara – miksowanie, muzyka, produkcja (CD 1: 9, CD 2: 5)
- Mikołaj "Święty Mikołaj" Jarząbek – aranżacja, programowanie perkusji, miksowanie (CD 1: 13)
- The Lunatics (Dawid Stępnowski, Maciej Mroczek, Michał Jastrzębski, Łukasz Żurkowski) – muzyka, miksowanie, produkcja (CD 1: 16)
- Mikołaj "Noon" Bugajak – miksowanie, mastering
- Rafał "DJ Panda" Helsztyński – scratche (CD 1: 9)
- Kamil "Zeus" Rutkowski – rap (CD 1: 12, CD 2: 7)
- Adam "Pih" Piechocki – rap (CD 2: 4)
- Piotr Pacak – wokal (CD 1: 4)
- Mindfeederz – miksowanie, produkcja, muzyka (CD 1: 6)
- Barbara "Flow" Adamczyk – wokal (CD 1: 7)
- M. B. – wokal (CD 1: 8)
- Adam Peter – muzyka, produkcja (CD 1: 3, 10)
- Katarzyna "K8" Rościńska – wokal (CD 1: 11)
- Andrzej Niski – gitara (CD 1: 11)
- Hubert "DJ Hubson" Zacharski – scratche (CD 1: 5)
- Tomasz "Stona" Strączek – muzyka, produkcja (CD 1: 12)
- Magda Grochowska – wokal (CD 1: 10, 12, 14, CD 2: 7)
- Kamil Borowski, Oskar Podolski – oprawa graficzna
- Aleksander Żurkowski – zdjęcia
- DJ Zulu, Kaerha – muzyka (CD 2: 7)
- The Soulists – remiks (CD 2: 7)
- Tomek Bogacki – gitara, gitara basowa (CD 2: 2)
- Kamil Sajewicz – miksowanie (CD 2: 2)
- Stereotypy – muzyka, miksowanie (CD 2: 2)
- Marcin Słomiński – instrumenty perkusyjne (CD 2: 2)
- Marcin Gańko – saksofon (CD 2: 2)